# Chali 2na
 (septembre 2015).
Si vous disposez d'ouvrages ou d'articles de référence ou si vous connaissez des sites web de qualité traitant du thème abordé ici, merci de compléter l'article en donnant les références utiles à sa vérifiabilité et en les liant à la section « Notes et références ».
Chali 2na, de son vrai nom Charlie Stewart Jr., né le 26 juin 1971 à Chicago, Illinois, est un rappeur et artiste hip-hop américain, ancien membre des groupes Jurassic 5 et Ozomatli.

## Biographie

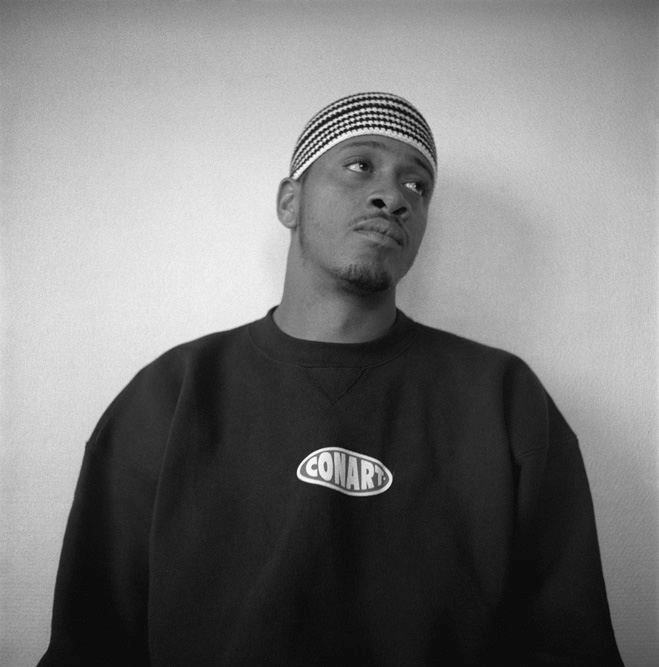
Chali 2na en 2002.

Chali 2na est originaire du sud de Chicago. À l'adolescence, il décide de déménager avec sa grand-mère à Los Angeles, ville qui deviendra la base du futur groupe Jurassic 5 en 1993. 
Il a d'abord été intéressé par le graffiti avant de se consacrer à la musique. Avec Cut Chemist, un ami depuis l'école secondaire, et Mark 7even, ils faisaient partie d'un groupe du nom d'Unity Committee. Ce dernier venait régulièrement jouer les jeudis soirs au Good Life Cafe, où les rappeurs et poètes venaient montrer leur talent. Ils étaient, avec un autre groupe de trois personnes, surnommés les Rebels of Rhythm, régulièrement choisis comme interprètes favoris par le public. S'appréciant mutuellement, les deux groupes décident de faire équipe pour enregistrer un single nommé Unified Rebelution en 1995. Les Rebels of Rhythm avaient pour MC Akil et Zaakir, également connus sous le surnom commun de « Soup ». Les cinq se sont ainsi regroupés pour former les Jurassic 5. 
En 2000, Chali 2na est présent sur le titre Get Original de l'album Bridging the Gap des Black Eyed Peas. En 2002, il participe à l'album Blazing Arrow de Blackalicious sur le titre 4000 Miles, ainsi que sur l'album de reprise Reanimation de Linkin Park pour le titre Frgt/10 en 2002. 
En 2006, Cut Chemist choisit de quitter le groupe et de poursuivre une carrière solo. Les autres membres décideront de se séparer définitivement en 2007.
Outre sa carrière avec les Jurassic 5, il est également un membre fondateur du groupe de salsa/funk Ozomatli. Bien que n'étant plus un membre officiel du groupe, il continue de collaborer à l'occasion avec lui et entretient toujours des relations amicales avec ses membres. En plus de la salsa, sa musique a été influencée par le reggae et la musique soul, il est aussi un amateur de musique house.
Chali 2na a fait plusieurs featurings sur les albums de DJ format, avec son compère Akil. Il est récemment intervenu dans la web série Epic Rap Battles of History de Peter Shukoff et Lloyd Ahlquist  (respectivement Nice Peter et Epic Lloyd), en interprétant l'astrophysicien Neil deGrasse Tyson, épaulant ainsi Bill Nye dans une rap battle contre Sir Isaac Newton.

### Surnom
Le nom de scène Chali 2na est une référence à Charlie the Tuna, la célèbre mascotte animée de StarKist Tuna, un important producteur et distributeur aux États-Unis de produits de la mer surgelés.